# Billy Squier
William Haislip Squier, detto Billy (Wellesley, 12 maggio 1950), è un cantautore statunitense.
Attivo dalla fine degli anni '60, riuscì a sfondare solamente alle soglie degli '80, riscuotendo un notevole successo con l'album Don't Say No del 1981. La sua popolarità iniziò a calare con l'arrivo degli anni '90, fino a scomparire dal mondo della musica. Negli ultimi anni è tornato in attività, apparendo in diversi show e tournée.

## Biografia

### Inizi
Si avvicinò alla musica in tenera età, iniziando a suonare il pianoforte all'età di nove anni. Dopo aver ascoltato Eric Clapton, si focalizzò sullo studio della chitarra. Sul finire degli anni '60, Squier frequentò il Berklee College of Music e suonò in diversi gruppi dell'area di Boston, tra cui i "N.Y.C.'s Kicks", dove suonava anche Jerry Nolan (futuro batterista dei New York Dolls) e i "Magic Terry & The Universe", in cui militava Klaus Flouride, bassista dei Dead Kennedys.
Successivamente, approdò nei Piper, con i quali pubblicò un paio di album (Piper nel 1976 e Can't Wait nel 1977) e fece da spalla ai Kiss durante il loro tour del 1977. I Piper si sciolsero prematuramente e Squier intraprese una carriera solista, pubblicando il suo primo album, Tale of the Tape (1980). Benché di moderato successo, il disco contiene il brano The Big Beat, che verrà campionato da numerosi artisti hip hop. Tra i crediti compaiono Bruce Kulick, futuro chitarrista dei Kiss, e David Sancious, ex tastierista della E Street Band di Bruce Springsteen.

### Apice
Il successivo Don't Say No (1981) fu accolto caldamente dal pubblico. Il disco contiene il suo brano più noto, The Stroke, che raggiunse alte posizioni nelle classifiche statunitensi. Anche In the Dark, My Kinda Lover e Lonely Is the Night trovarono largo spazio nell'allora neonata MTV. Nel 1982 uscì Emotions in Motion, altro disco di successo, trainato dal brano Everybody Wants You. Freddie Mercury e Roger Taylor dei Queen fecero da voce secondaria nel singolo Emotions in motion. Nello stesso anno intraprese un tour promozionale del disco supportando i Queen e nel 1983 aprì i concerti dei Def Leppard durante il loro tour statunitense.
Nel 1984 fu pubblicato Signs of Life che, nonostante i pareri positivi, fu anche discusso per via del singolo Rock Me Tonite. Sebbene la canzone fosse apprezzata (raggiunse il 15º posto nella classifica di Billboard Hot 100 nell'estate 1984 e il 1º nella Mainstream Rock Songs), il videoclip fu deriso dai media, poiché mostrava il musicista che ballava e saltellava con atteggiamenti "ambigui" nel suo appartamento. Il video è tuttora considerato da alcuni "imbarazzante" e uno dei più ridicoli di tutti i tempi. Per alcuni (anche secondo lo stesso Squier) fu questo videoclip a stroncare la sua carriera.

### Declino
I successivi Enough Is Enough (1986) e Hear & Now (1989), nonostante i buoni risultati di vendita, iniziarono a segnare il declino della sua carriera, dovuto anche all'ascesa di rockstar come Bon Jovi e Mötley Crüe. Enough Is Enough vide la partecipazione di Freddie Mercury nella composizione dei brani Love Is The Hero e Lady With A Tenor Sax, entrambe interpretate in duetto da Mercury e Squier. Gli anni '90 si presentarono sempre meno positivi per via del successo del grunge dei Nirvana, anche se Creatures of Habit (1991) ottenne buoni risultati grazie alla canzone She Goes Down, giunta al 4º posto nella classifica di Mainstream Rock Songs, il successivo Tell the Truth (1993) fu un fallimento commerciale, che convinse Squier ad uscire dal circuito musicale.
Anni dopo, tornò in scena con Happy Blue (1998), album caratterizzato da uno stile blues acustico e, finora, il suo ultimo lavoro discografico in studio. Si ritirò di nuovo dal mondo della musica e si sposò con Nicole Schoen, una calciatrice tedesca, nel 2002.

### Eventi recenti
Fece un'apparizione dal vivo il 30 novembre 2005 a New York, suonando dal vivo alcuni suoi brani come Everybody Wants You, Nobody Knows, Learn How to Live, The Stroke, Christmas is the Time to Say I Love You in versione acustica. Nel 2006 partecipò ad un tour con la "Ringo Starr band", che includeva altri musicisti come Rod Argent, Richard Marx, Edgar Winter e Sheila E. Nel 2009, Squier intraprese una nuova tournée nel periodo estivo, supportato da musicisti come il batterista Nir Z, il chitarrista Marc Copely, il bassista Mark Clarke e il tastierista Alan St. Jon.

## Nella cultura di massa
Il brano The Stroke è apparso in diversi film come The Hot Spot - Il posto caldo (1990),  Billy Madison (1995), Small Soldiers (1998), Let's Go to Prison - Un principiante in prigione (2006), Blades of Glory - Due pattini per la gloria (2007), Crank: High Voltage (2009), L'amore all'improvviso - Larry Crowne (2011), Jobs (2013) e nel teaser de I mercenari 3 (2014).
È stato campionato da Rick Rubin nella canzone Berzerk di Eminem, uscita nel 2013. Nel 2014 il brano è stato coverizzato dagli Enuff Z'nuff.

## Discografia

### Da solista
- 1980 - Tale of the Tape
- 1981 - Don't Say No
- 1982 - Emotions in Motion
- 1984 - Signs of Life
- 1986 - Enough Is Enough
- 1989 - Hear & Now
- 1991 - Creatures of Habit
- 1993 - Tell the Truth
- 1995 - 16 Strokes: The Best of Billy Squier
- 1996 - King Biscuit Flower Hour Presents Billy Squier
- 1996 - Reach For The Sky: The Anthology
- 1998 - Happy Blue
- 2005 - Absolute Hits

### Con i Piper
- 1976 - Piper
- 1977 - Can't Wait